# Microsoft Exchange Online
Microsoft Exchange Onlineは、マイクロソフトが開発したグループウェア/電子メールのサーバ製品であるMicrosoft Exchange Serverをマイクロソフト自身がホスティングをして提供しているクラウドコンピューティング型のサービス。Microsoft Office 365のブランドで提供されるサービスの一部。マルチテナント型と専有型の2種類の形態がある。現在はExchange Server 2013をホスティングしたサービスとなっている。50GBのメールボックスを標準で提供している。

## クライアント・デバイス
Exchange Onlineの利用は、Windowsパソコンで利用する場合は通常Outlookをクライアントソフトウェアとして利用する。Exchange Serverと同様、Outlook Web Appを使ってウエブブラウザからアクセスする機能や、Windows Mobile、iPhoneやXperia (SO-01B) のMoxierからアクセスする機能も提供されている。Macからアクセスする場合は、Microsoft Outlook for Macをクライアントソフトウェアとして利用する。また、iPhoneやiPad向けのアプリOWA for iPad/iPhoneも提供されており、多種多様な方法で利用することが可能である。
POPやIMAPプロトコルも利用可能なので、メールだけは通常のメールソフトから見ることも可能である。ただし、POP3でメールをダウンロードすると、そのメールはIMAP側で既読になってしまうという欠陥があるが、これは現時点での仕様であり、要望が多ければ改善するとしている。